# بووتنیتسا (استان اشوی‌داشکسیه)
بووتنیتسا (به لهستانی: Błotnica) یک منطقهٔ مسکونی در لهستان است که در گمینا ستانپورکوو واقع شده‌است. بووتنیتسا ۲۷۰ نفر جمعیت دارد.